# Paweł Zagumny
Paweł Zagumny (18 de octubre de 1977 en Jasło) es un jugador polaco de voleibol. Actualmente juega en Panathinaikos de Grecia.

## Carrera
Se inicia en 1992 con el MKS MDK Warszawa: club  de voleibol junior. Su talento es rápidamente visto y en 1995 a los 18 es transferido al equipo profesional Czarni Radom, donde juega dos años. Con Zagumny elclub Czarni Radom gana el campeonato polaco en 1996 y sale segundo en 1997. Luego, se va al Bosman Morze Szczecin por tres años. 
En 2000 es transferido al club  italiano Edilbasso Padua, donde juega por tres años. Luego vuelve a Polonia, jugando para el AZS Olsztyn.
En 2006 es galardonado mejor setter del "Campeonato FIVB del Mundo", en Japón.
- Datos: Q963591
- Multimedia: Paweł Zagumny / Q963591